# Мароко на Светском првенству у атлетици на отвореном 2022.
Мароко је учествовао на 18. Светском првенству у атлетици на отвореном 2022. одржаном у Јуџину  од 15. до 25. јула осамнаести пут, односно учествовао је на свим досадашњим првенствима. Репрезентацију Марока представљало је 15 такмичара (14 мушкараца и 1 жена) који су се такмичили у 7 дисциплина (6 мушких и 1 женска).,
На овом првенству Мароко је по броју освојених медаља делио 22. место са 1 освојеном медаљом (златна).  У табели успешности према броју и пласману такмичара који су учествовали у финалним такмичењима (првих 8 такмичара) Мароко је са 1 учесником у финалу делио 43. место са освојених 8 бодова.
| Плас. | Земља  | 1. место | 2. место | 3. место | 4. место | 5. место | 6. место | 7. место | 8. место | Бр. финал. | Бод. |
| ----- | ------ | -------- | -------- | -------- | -------- | -------- | -------- | -------- | -------- | ---------- | ---- |
| =43.  | Мароко | 1        | 0        | 0        | 0        | 0        | 0        | 0        | 0        | 1          | 8    |

## Учесници
| Мушкарци: - Моуад Захафи — 800 м - Абделати Ел Гуесе — 800 м - Елхасане Моујахид — 800 м, 1.500 м - Абделатиф Садики — 1.500 м - Анас Есаји — 1.500 м - Soufiyan Bouqantar — 5.000 м - Хичам Аканкам — 5.000 м - Зоухаир Талби — 10.000 м - Отман Ел Гумри — Маратон - Хамза Сахли — Маратон - Мохамед Реда Ел Араби — Маратон - Суфијане ел Бакали — 3.000 м препреке - Салахедин Бен Јазид — 3.000 м препреке - Мохамед Тиндоуфт — 3.000 м препреке | Жене: - Асија Разики — 800 м |  |

## Освајачи медаља (1)

### Злато (1)
- Суфијане ел Бакали — 3.000 м препреке

## Резултати

### Мушкарци
| Атлетичар             | Дисциплина       | Лични рекорд | Квалификације     | Квалификације     | Полуфинале            | Полуфинале            | Финале                | Финале       | Детаљи |
| Атлетичар             | Дисциплина       | Лични рекорд | Резултат          | Место             | Резултат              | Место                 | Резултат              | Место        | Детаљи |
| --------------------- | ---------------- | ------------ | ----------------- | ----------------- | --------------------- | --------------------- | --------------------- | ------------ | ------ |
| Моуад Захафи          | 800 м            | 1:43,69      | 1:46,15 КВ        | 2. у гр. 1        | 1:46,35               | 5. у гр. 2            | Нису се квалификовали | 17 / 42 (45) |        |
| Абделати Ел Гуесе     | 800 м            | 1:44,84      | 1:45,25 КВ, =ЛРС  | 3. у гр. 6        | 1:46,46               | 5. у гр. 2            | Нису се квалификовали | 18 / 42 (45) |        |
| Елхасане Моујахид     | 800 м            | 1:44,96      | 1:49,27 КВ        | 2. у гр. 1        | 1:47,18               | 7. у гр. 1            | Нису се квалификовали | 23 / 42 (45) |        |
| Абделатиф Садики      | 1.500 м          | 3:33,59      | 3:37,76           | 11. у гр. 1       | Нису се квалификовали | Нису се квалификовали | Нису се квалификовали | 21 / 41 (42) |        |
| Анас Есаји            | 1.500 м          | 3:34,58      | 3:38,60 ЛРС       | 11. у гр. 2       | Нису се квалификовали | Нису се квалификовали | Нису се квалификовали | 22 / 41 (42) |        |
| Елхасане Моујахид     | 1.500 м          | 3:35,97      | 3:39,98           | 11. у гр. 3       | Нису се квалификовали | Нису се квалификовали | Нису се квалификовали | 35 / 41 (42) |        |
| Soufiyan Bouqantar    | 5.000 м          | 13:10,29     | 13:37,69          | 14. у гр. 1       |                       |                       | Нису се квалификовали | 26 / 41 (42) |        |
| Хичам Аканкам         | 5.000 м          | 13:14,17     | 14:05,11          | 11. у гр. 3       | 37 / 41 (42)          |                       | Нису се квалификовали |              |        |
| Зоухаир Талби         | 10.000 м         | 27:20,61     |                   |                   |                       |                       | 28:28,69              | 21 / 24      |        |
| Отман Ел Гумри        | Маратон          | 2:06:18      | 2:08:14           | 12 / 54 (63)      |                       |                       |                       |              |        |
| Хамза Сахли           | Маратон          | 2:07:15      | 2:08:45           | 14 / 54 (63)      |                       |                       |                       |              |        |
| Мохамед Реда Ел Араби | Маратон          | 2:06:55      | 2:10:33           | 21 / 54 (63)      |                       |                       |                       |              |        |
| Суфијане ел Бакали    | 3.000 м препреке | 7:58,15      | 8:16,65 КВ        | 1. у гр. 1        |                       |                       | 8:25,13               |              |        |
| Салахедин Бен Јазид   | 3.000 м препреке | 8:19,63      | 8:36,67           | 13. у гр. 2       | Није се квалификовао  | 35 / 40 (41)          |                       |              |        |
| Мохамед Тиндоуфт      | 3.000 м препреке | 8:11,65      | Није завршио трку | Није завршио трку | Није се квалификовао  | Није се квалификовао  |                       |              |        |

### Жене
| Атлетичарка  | Дисциплина | Лични рекорд | Квалификације | Квалификације | Полуфинале            | Полуфинале            | Финале                | Финале  | Детаљи |
| Атлетичарка  | Дисциплина | Лични рекорд | Резултат      | Место         | Резултат              | Место                 | Резултат              | Место   | Детаљи |
| ------------ | ---------- | ------------ | ------------- | ------------- | --------------------- | --------------------- | --------------------- | ------- | ------ |
| Асија Разики | 800 м      | 2:01,44      | 2:03,77       | 6. у гр. 3    | Није се квалификовала | Није се квалификовала | Није се квалификовала | 39 / 45 |        |